# Araz Naxçivan
Araz Naxçıvan este un club de futsal din Naxcivan, Azerbaidjan. Este cel mai titrat club din futsalul azer, câștigând Prima Ligă de zece ori la rând și de douăsprezece ori în total.
Araz este una dintre cele mai puternice echipe din Europa, ajungând în semifinala Cupei UEFA la Futsal de două ori în ultimele cinci sezoane.

## Istorie
Araz Naxçivan s-a înființat în 2004 și a dominat futsalul în Azerbaidjan de atunci.
Echipa a debutat în Cupa UEFA la futsal în 2005, reușind să se califice la Turneul Elitelor în 2006.
Araz a ajuns la semi-finala Cupei UEFA la futsal în 2010, dar a pierdut în fața echipei Interviú FS. În acel sezon a câștigat finala mică în fața echipei Luparense. Antrenorul-jucător al clubului, Alesio, a fost principalul contribuitor la echipa națională de futsal a Azerbaidjanului, lotul fiind format în mare parte din jucători antrenați de el. Echipa națională a debutat la Campionatul European de Futsal în 2010, ajungând la semifinala turneului din Ungaria.
În 2014, clubul a repetat performanța din 2010, reușind din nou să obțină locul al treilea în Cupa UEFA la Futsal.
În sezonul 2017-2018 Araz Naxçivan a fost învinsă de echipa românească Autobergamo Deva, care s-a calificat în Runda de Elită a Cupei UEFA la Futsal.
Cea mai mare victorie în cupele europene: 15-4 cu Zelezarec la Skopje pe 14 octombrie 2016. Cea mai mare înfrângere: 1-7 Barcelona, la Lasko, pe 11 octombrie 2012.

## Palmares

### Național
Sursa:
- 11 titluri: 2005, 2006, 2007, 2008, 2009, 2010, 2011, 2012, 2013, 2014, 2016
- 5 Cupe ale Azerbaidjanului: 2005, 2006, 2007, 2008, 2009

### Internaționale
- Cupa UEFA la futsal:
  - Locul 3 (2): 2010, 2014

### Jucători notabili
- Andrey Tveryankin
- Serjão
- Rizvan Farzaliyev
- Thiago Paz
- Serjão
- Vitaliy Borisov
- Biro Jade
- Marko Perić
- Adriano Foglia
- Kristjan Čujec
- Matej Klár

## Meciuri în cupele europene

### Cupa UEFA la futsal
| Sezon   | Competiție | Rundă            | Țară                  | Adversar              | Rezultat | Oraș          |
| ------- | ---------- | ---------------- | --------------------- | --------------------- | -------- | ------------- |
| 2005/06 | Cupa UEFA  | Prima rundă      | Belgia                | Morlanwelz            | 4–4      | Mostar        |
| 2005/06 | Cupa UEFA  | Prima rundă      | Bosnia și Herțegovina | Karaka Mostar         | 2–4      | Mostar        |
| 2005/06 | Cupa UEFA  | Prima rundă      | Țările de Jos         | De Hommel             | 3–0      | Mostar        |
| 2006/07 | Cupa UEFA  | Grupa principală | Croația               | MNK Split             | 5–3      | Split         |
| 2006/07 | Cupa UEFA  | Grupa principală | Grecia                | Athina                | 5–1      | Split         |
| 2006/07 | Cupa UEFA  | Grupa principală | Suedia                | Skövde                | 10–4     | Split         |
| 2006/07 | Cupa UEFA  | Runda de Elită   | Polonia               | Clearex Chorzów       | 3–3      | Chorzów       |
| 2006/07 | Cupa UEFA  | Runda de Elită   | Belgia                | Action 21             | 4–6      | Chorzów       |
| 2006/07 | Cupa UEFA  | Runda de Elită   | Serbia                | Marbo                 | 1–3      | Chorzów       |
| 2007/08 | Cupa UEFA  | Grupa principală | Italia                | Luparense             | 0–3      | Baku          |
| 2007/08 | Cupa UEFA  | Grupa principală | Republica Moldova     | Camelot Chisinau      | 4–1      | Baku          |
| 2007/08 | Cupa UEFA  | Grupa principală | Slovacia              | Slov-Matic            | 3–4      | Baku          |
| 2008/09 | Cupa UEFA  | Grupa principală | Suedia                | Skövde                | 11–2     | Baku          |
| 2008/09 | Cupa UEFA  | Grupa principală | Bulgaria              | Nadin Sofia           | 6–1      | Baku          |
| 2008/09 | Cupa UEFA  | Grupa principală | Slovacia              | Slov-Matic            | 4–2      | Baku          |
| 2008/09 | Cupa UEFA  | Runda de Elită   | Croația               | Nacional Zagreb       | 4–3      | Zagreb        |
| 2008/09 | Cupa UEFA  | Runda de Elită   | Rusia                 | Dinamo Moskva         | 2–4      | Zagreb        |
| 2008/09 | Cupa UEFA  | Runda de Elită   | România               | Odorheiu Secuiesc     | 6–4      | Zagreb        |
| 2009/10 | Cupa UEFA  | Grupa principală | Cipru                 | Omonia                | 4–1      | Pula          |
| 2009/10 | Cupa UEFA  | Grupa principală | Serbia                | Kolubara              | 4–0      | Pula          |
| 2009/10 | Cupa UEFA  | Grupa principală | Croația               | Potpićan              | 4–4      | Pula          |
| 2009/10 | Cupa UEFA  | Runda de Elită   | Letonia               | Nikars                | 7–1      | Baku          |
| 2009/10 | Cupa UEFA  | Runda de Elită   | Grecia                | Athina                | 7–0      | Baku          |
| 2009/10 | Cupa UEFA  | Runda de Elită   | Kazahstan             | Kairat                | 4–3      | Baku          |
| 2009/10 | Cupa UEFA  | Final Four       | Spania                | Inter Movistar        | 2–5      | Lisabona      |
| 2009/10 | Cupa UEFA  | Final Four       | Italia                | Luparense             | 2–2      | Lisabona      |
| 2010/11 | Cupa UEFA  | Grupa principală | Republica Irlanda     | Sporting Fingal       | 7–4      | Târgu Mureș   |
| 2010/11 | Cupa UEFA  | Grupa principală | Letonia               | Nikars                | 7–2      | Târgu Mureș   |
| 2010/11 | Cupa UEFA  | Grupa principală | România               | City'US               | 3–1      | Târgu Mureș   |
| 2010/11 | Cupa UEFA  | Runda de Elită   | Cipru                 | Ararat                | 2–1      | Yekaterinburg |
| 2010/11 | Cupa UEFA  | Runda de Elită   | Italia                | Montesilvano          | 2–2      | Yekaterinburg |
| 2010/11 | Cupa UEFA  | Runda de Elită   | Rusia                 | Viz-Sinara            | 2–3      | Yekaterinburg |
| 2011/12 | Cupa UEFA  | Runda de Elită   | Țările de Jos         | Eindhoven             | 5–3      | Barcelona     |
| 2011/12 | Cupa UEFA  | Runda de Elită   | Cehia                 | EP Chrudim            | 3–4      | Barcelona     |
| 2011/12 | Cupa UEFA  | Runda de Elită   | Spania                | Barcelona             | 2–2      | Barcelona     |
| 2012/13 | Cupa UEFA  | Grupa principală | Republica Irlanda     | EID Futsal            | 0–5      | Győr          |
| 2012/13 | Cupa UEFA  | Grupa principală | Țările de Jos         | Club Futsal Eindhoven | 4–3      | Győr          |
| 2012/13 | Cupa UEFA  | Grupa principală | Ungaria               | Győri ETO Futsal Club | 5–5      | Győr          |
| 2012/13 | Cupa UEFA  | Runda de Elită   | Slovenia              | FC Litija             | 3–5      | Laško         |
| 2012/13 | Cupa UEFA  | Runda de Elită   | Spania                | FC Barcelona Futsal   | 1–7      | Laško         |
| 2012/13 | Cupa UEFA  | Runda de Elită   | Croația               | MNK Split             | 5–1      | Laško         |
| 2013/14 | Cupa UEFA  | Grupa principală | Grecia                | Athina '90            | 5–1      | Târgu Mureș   |
| 2013/14 | Cupa UEFA  | Grupa principală | Belgia                | Châtelineau Futsal    | 3–1      | Târgu Mureș   |
| 2013/14 | Cupa UEFA  | Grupa principală | România               | City'US Târgu Mureș   | 3–3      | Târgu Mureș   |
| 2013/14 | Cupa UEFA  | Runda de Elită   | Țările de Jos         | CF Eindhoven          | 6–3      | Almada        |
| 2013/14 | Cupa UEFA  | Runda de Elită   | Ungaria               | Győri ETO FC          | 5–0      | Almada        |
| 2013/14 | Cupa UEFA  | Runda de Elită   | Portugalia            | Sporting Clube        | 6–3      | Almada        |
| 2013/14 | Cupa UEFA  | Final Four       | Spania                | FC Barcelona          | 4–4      | Baku          |
| 2013/14 | Cupa UEFA  | Final Four       | Kazahstan             | Kairat Almaty         | 6–4      | Baku          |
| 2014/15 | Cupa UEFA  | Runda de Elită   | Slovacia              | Slov-Matic Bratislava | 3–4      | Pardubice     |
| 2014/15 | Cupa UEFA  | Runda de Elită   | Rusia                 | MFK Dina Moskva       | 4–5      | Pardubice     |
| 2014/15 | Cupa UEFA  | Runda de Elită   | Cehia                 | FK EP Chrudim         | 0–6      | Pardubice     |